# 維羅納新門車站

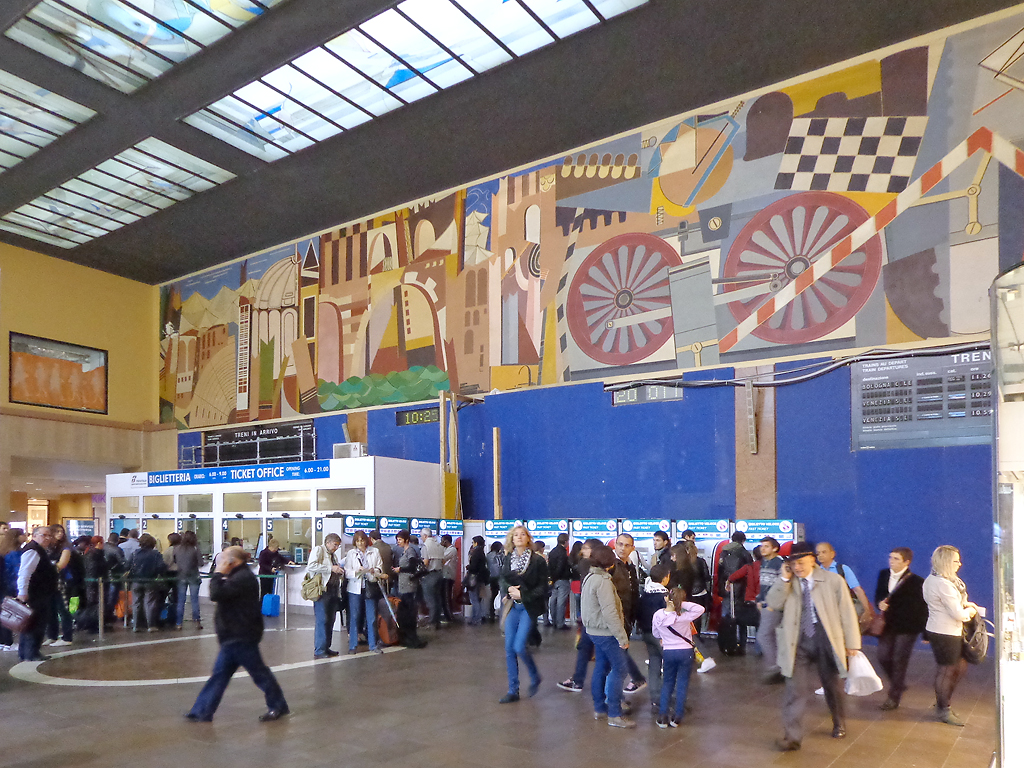
車站大廳

維羅納新门车站（義大利語：Stazione di Verona Porta Nuova）是意大利威尼托大區維羅納的主要鐵路車站，是服務維羅納市中心的兩個車站之一。設立於1851年，在第二次世界大戰期間破壞後，現在的建築物在1946年至1949年間重建。
每天約有68,000名乘客使用該站，每年旅客共約2500萬人次，是意大利第九繁忙的鐵路車站。

## 外部連結
维基共享资源上的相關多媒體資源：維洛納新門車站